# Hierophis
Die Zornnattern der Gattung Hierophis sind Schlangen aus der Familie der Nattern, genauer, der Unterfamilie der Land- und Baumnattern. Die Entwicklung der Gattung begann vermutlich im Miozän.

## Merkmale
Die Zornnattern der Gattung Hierophis sind große, agile Schlangen. Sie haben runde Pupillen, große Augen und breite Kopfschilde. Sie sind eierlegend und stöbernde Hetzjäger.
Zusammen mit der Gattung Dolichophis haben sie eine typische, einzelne Schuppe unter dem Auge (Präsubokulare) sowie eine charakteristische Kopfzeichnung: Der Hinterkopf ist durch einen Strich vom Körper abgesetzt, außerdem haben sie seitlich zwei Flecken.
Die ebenfalls nahe verwandten Zwergnattern (Eirenis) sind deutlich kleiner und leben versteckt. Ähnlichkeiten bestehen in der Morphologie des Hemipenises sowie beim Aussehen der Jungtiere. Ihnen fehlen die Präsubokulare.

## Systematik
Bis genetische Analysen Gegenteiliges gezeigt hatten, wurden viele größere Nattern, die auf die Jagd nach flinker Beute wie Eidechsen spezialisiert sind, in die Gattung der Zornnattern (Coluber) gestellt. Nachdem sich gezeigt hatte, dass die Arten der Gattung Coluber keine gemeinsame Stammform haben, wurden die Arten der Alten Welt unter anderem in die Gattungen Dolichophis, Hierophis, Hemerophis, Hemorrhois und Platyceps verschoben.
Die Gattung Hierophis besteht aus vier Arten, der Gelbgrünen Zornnatter (Hierophis viridiflavus), der Balkan-Zornnatter (Hierophis gemonensis), Hierophis spinalis, sowie von Andreas’ Zornnatter (Hierophis andreanus). Nach weiteren Analysen wird H. spinalis möglicherweise noch zur Gattung Eirenis verschoben.  Die kaum erforschte Andreas-Zornnatter (Werner, 1917) wurde erst 2010 von Torki in die Gattung Hierophis gestellt. H. viridiflavus ist die Typusart der Gattung.
Die Gattung Hierophis schließt die Gattung der Zwergnattern (Eirenis) mit ein, ist demnach paraphyletisch. Wie viele andere Gattungen in der Familie Colubridae ist die Systematik von Hierophis noch in der Diskussion und Thema aktueller Forschung. Das folgende Diagramm zeigt die verwandtschaftliche Beziehung auf Basis der Untersuchungen von Nagy et al. 2004, weshalb die Andreas-Zornnatter, die nicht Teil der genetischen Untersuchung war, fehlt.:
|  | H. gemonensis   |
|  |                 |
|  | H. viridiflavus |
|  |                 |

|  | H. spinalis |
|  |             |
|  | Eirenis     |
|  |             |

|  | H. gemonensis   |
|  |                 |
|  | H. viridiflavus |
|  |                 |

|  | H. spinalis |
|  |             |
|  | Eirenis     |
|  |             |

|  | H. gemonensis   |
|  |                 |
|  | H. viridiflavus |
|  |                 |

|  | H. spinalis |
|  |             |
|  | Eirenis     |
|  |             |

|  | H. gemonensis   |
|  |                 |
|  | H. viridiflavus |
|  |                 |

|  | H. spinalis |
|  |             |
|  | Eirenis     |
|  |             |

Bis zu den genetischen Untersuchungen von Nagy et al. wurden die vier Arten Dolichophis caspius, Dolichophis cypriensis, Dolichophis jugularis und Dolichophis schmidti der Schwesterngattung Dolichophis ebenfalls in die Gattung Hierophis gestellt, so unter anderen von Schätti und Utiger 2001.

## Verbreitung
Die Schlangen der Gattung Hierophis sind in Europa und Asien verbreitet. Während H. spinalis in Kasachstan, Russland, der Mongolei und Nordchina lebt, kommen H. viridiflavus und H. gemonensis nur in Europa und hier vor allem in Südeuropa vor. Die wenigen Hierophis andreanus, die aus der Literatur bekannt sind, stammen aus dem Iran, die Typuslokalität ist die iranische Provinz Fars.